# Freimut Wössner

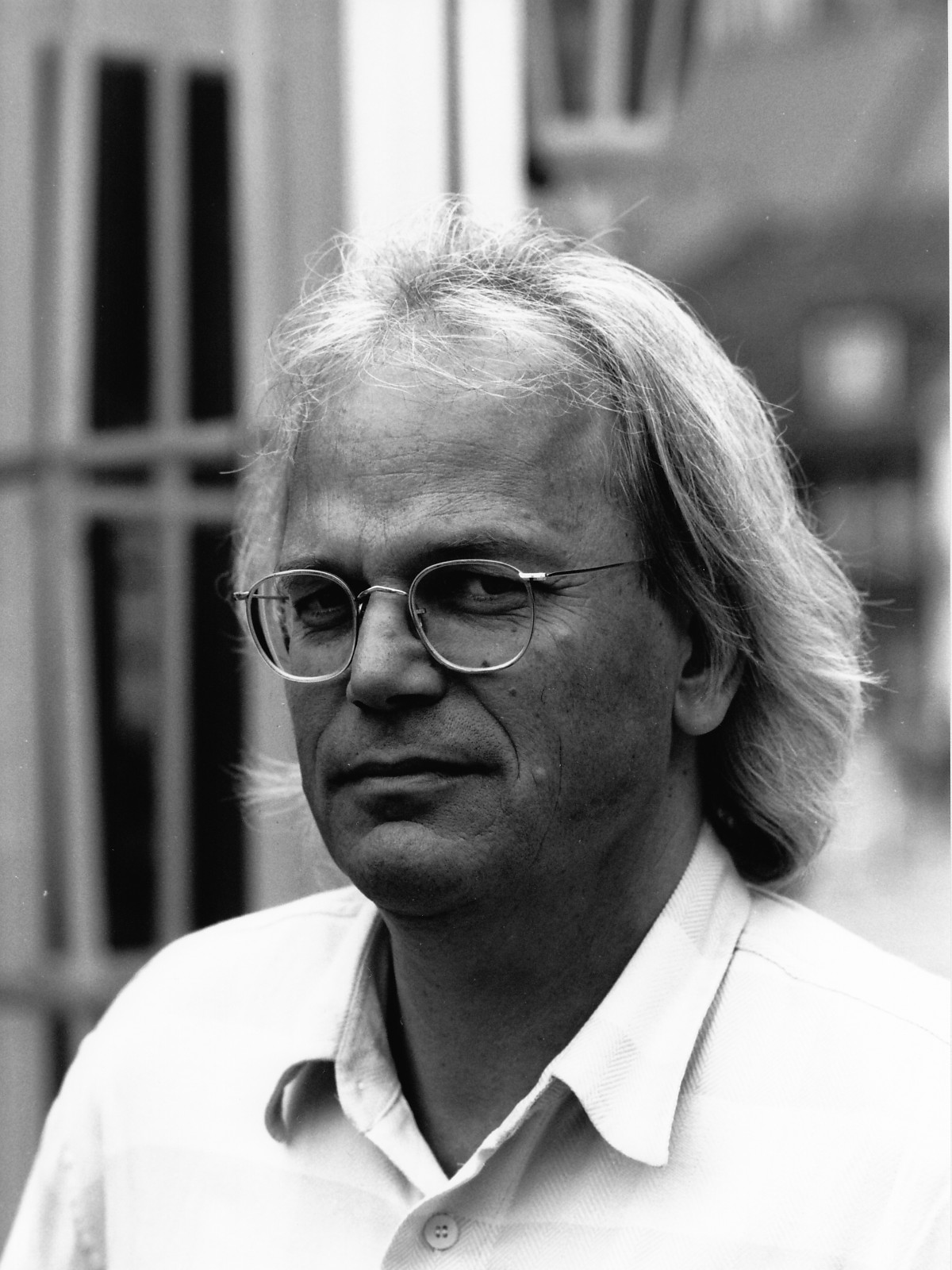
Freimut Wössner 1995

Freimut Wössner (* 1945 in Österreich) ist ein Berliner Cartoonist.

## Leben und Werk
Freimut Wössner wuchs in Stuttgart auf. Er besuchte das Wagenburg-Gymnasium und machte dort 1965 Abitur. Danach studierte er 8 Semester Psychologie in München, Marburg und Saarbrücken. Danach machte er in den 1970er Jahren einen Zeichenkurs an der Volkshochschule Schöneberg und begann bildkünstlerisch zu arbeiten. Seit 1980 ist Wössner als freischaffender Karikaturist tätig. Seine Zeichnungen und Fotomontagen erscheinen in Deutschland (Eulenspiegel, Psychologie Heute, Dr. med. Mabuse, Gewerkschaft Erziehung und Wissenschaft, Zitty, Spiegel Online, tageszeitung), Österreich und der Schweiz. Außerdem schreibt Wössner komische Texte für Rundfunk und Fernsehen. F.W. Bernstein nannte Wössner einen „Chronisten unseres postmodernen Biedermeiers“.
Freimut Wössner lebt seit 1969 in Berlin. 1999 erreichte Wössner den 3. Platz beim Wettbewerb Deutscher Preis für die politische Karikatur, 2005 den 1. Preis in der Rückblende (Foto- und Karikaturenwettbewerb) und 2007 erhielt er den Berliner Naturschutzpreis der Stiftung Naturschutz Berlin.

## Veröffentlichungen (Auswahl)
- Ich pflege gern! Cartoons für Pflegende. Mabuse-Verlag, Frankfurt/M. 2003, ISBN 3-933050-76-6.
- Möönsch!. Rotbuch-Verlag, Berlin 2002, ISBN 3-88022-790-X.
- Alles okö! Klima und andere Katastrophen. Mabuse-Verlag, Frankfurt/M. 2007, ISBN 978-3-938304-75-4.
- Bitte freimachen! Da schmunzeln die Gesundheitswesen! Mabuse-Verlag, Frankfurt/M. 1999, ISBN 978-3-933050-41-0.
- Brot und Dosen. Essen, Trinken, Labern. Lappan Verlag, Oldenburg 1996, ISBN 978-3-89082-623-3.
- Wössners Cartoons waren Teil der Karikaturensammelwerke Die Karikaturen des Jahres 1990-1998, zusammengefasst von Klaus Bresser